# Rythmite

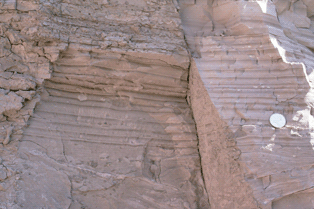
Varves du Pléistocène dans les falaises de Scarborough, Toronto, Ontario, Canada. Les varves les plus épaisses ont une épaisseur de 2 cm environ.

Une rythmite est constituée de couches de sédiments ou de roches sédimentaires qui se déposent avec une périodicité et une régularité évidentes. Cette périodicité peut être créée par des processus annuels tels que des dépôts variables selon les saisons reflétant les variations du cycle de ruissellement, par des processus à court terme tels que les marées ou par des processus à plus long terme tels que des inondations périodiques.

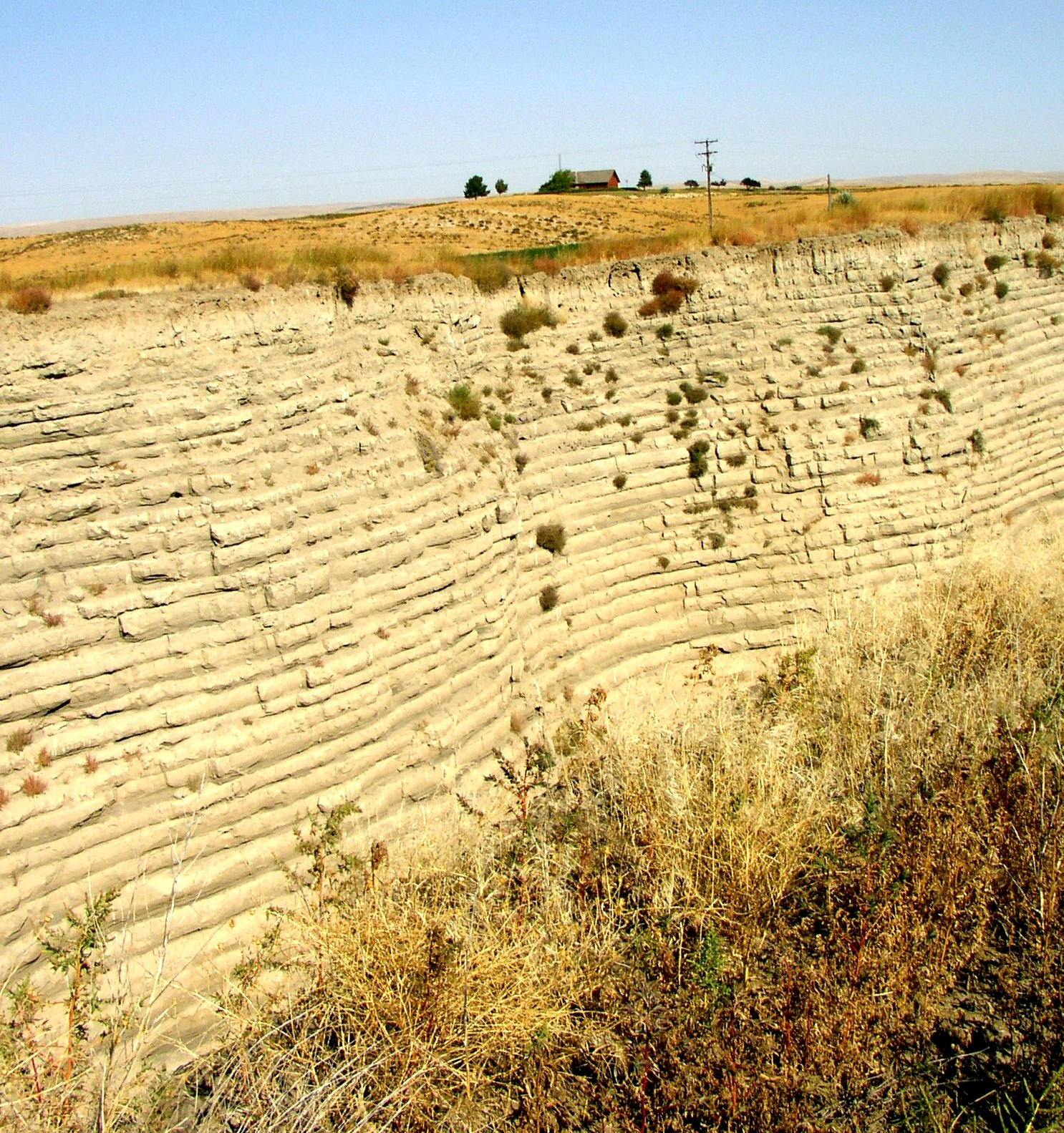
Formation de Touchet au Little Grand Canyon près de Lowden (État de Washington) dans la vallée de la rivière Walla Walla.

Les rythmites jouent un rôle important dans la résolution des événements préhistoriques, fournissant des informations sur le changement du niveau de la mer, l'alternance de période glaciaires et interglaciaires, les variations orbitales de la Terre, qui permettent de mieux comprendre les changements climatiques.